# Igor Stravinsky's The Soldier's Tale

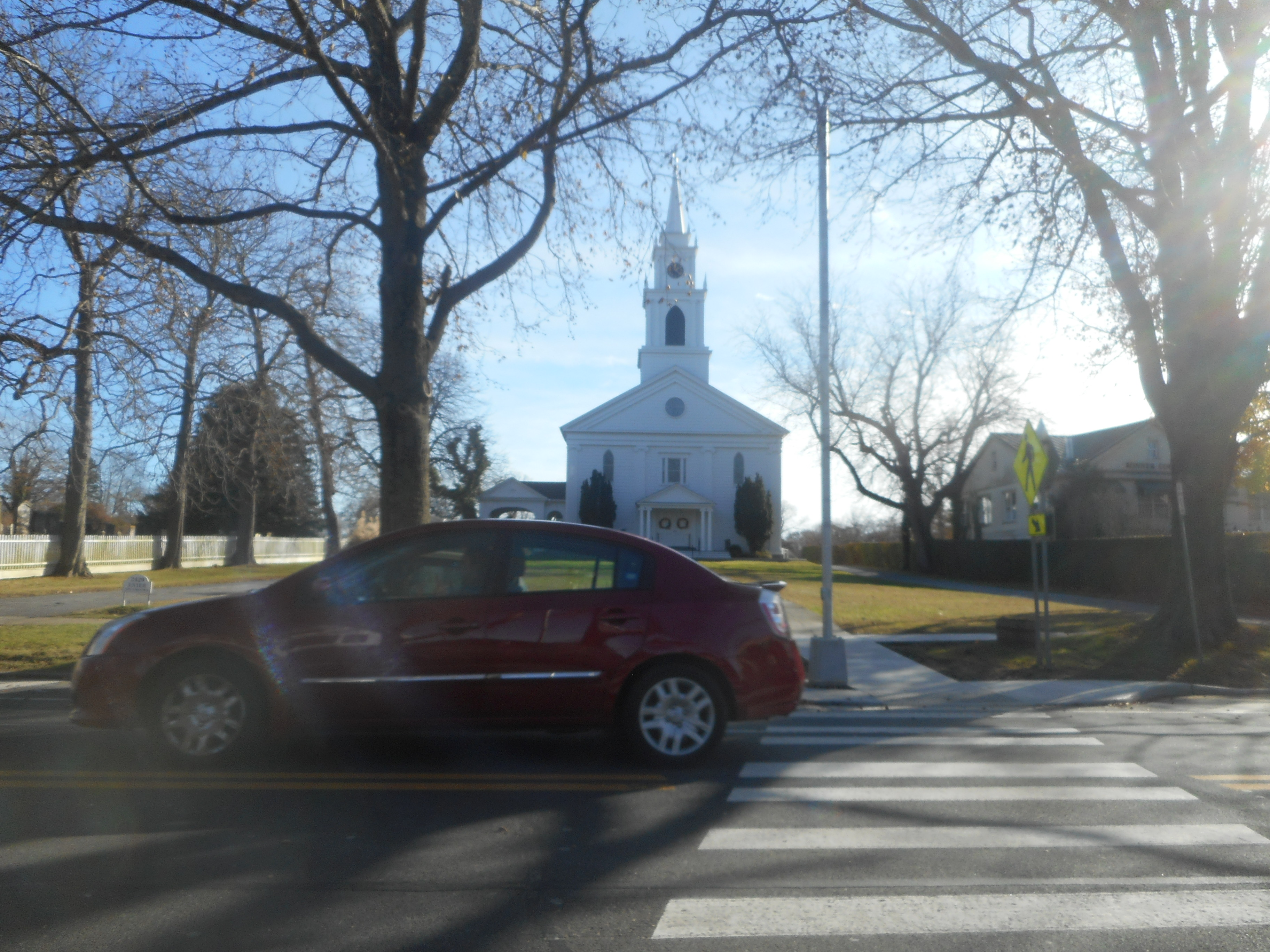
Bridgehampton Presbyterian Church (2019)

Igor Stravinsky's The Soldier's Tale with new narration adapted and performed by Roger Waters is een muziekalbum met een versie gesproken door Roger Waters van L'Histoire du soldat van Igor Stravinsky. 
L'Histoire du soldat uit 1918 is door Stravinsky gecomponeerd voor spreekstem en zeven instrumentalisten op een libretto van Charles-Ferdinand Ramuz. Er zijn versies voor diverse ensembles geschreven. Het album is Waters’ tweede uiting op het gebied van klassieke muziek; eerder bracht hij Ça Ira uit. Het thema van L’Histoire du soldat, de strijd tussen goed en kwaad (militair verkoopt zijn viool aan de duivel om inzicht te krijgen in de toekomst) past binnen het oeuvre van Waters en Pink Floyd. Ook Waters' pacifisme past goed binnen het werk, dat gerelateerd is aan de Eerste Wereldoorlog waarin Waters’ grootvader het leven liet. 
Opnamen vonden plaats op 11 en 12 december 2014 in de Bridgehampton Presbyterian Church in de staat New York. Ramuz' Franse tekst werd in 1954 vertaald door Michael Flanders en Kitty Black. Daarop baseerde Roger Waters zijn eigen bewerking. Met het uitbrengen van het album werd gewacht tot 2018, toen L'Histoire du soldat honderd jaar bestond

## Musici
- Roger Waters – spreekstem. Hij is de enige spreker; het origineel vraagt om drie acteurs.

Musici van het Bridgehampton Chamber Music Festival:
- Stephen Williamson – klarinet
- Peter Kolkay – fagot
- David Krauss – trompet
- Demian Austin – trombone
- Colin Jacobsen – viool
- Donald Palma – contrabas
- Ian David Rosenbaum – slagwerk

## Muziek
| Nr. | Titel                                                                        | Duur |
| --- | ---------------------------------------------------------------------------- | ---- |
| 1.  | Part I: The soldier's march                                                  | 1:47 |
| 2.  | Part I: Slogging homeword...                                                 | 2:20 |
| 3.  | Part I: Airs by a stream                                                     | 2:35 |
| 4.  | Part I: As you can hear...                                                   | 7:41 |
| 5.  | Part I: The soldier's march (Reprise)                                        | 1:48 |
| 6.  | Part I: Eventually, Joseph reaches his home village...                       | 2:55 |
| 7.  | Part I: Pastorale                                                            | 2:35 |
| 8.  | Part I: The soldier, disconsolate...                                         | 4:13 |
| 9.  | Part I: Pastorale (Reprise)                                                  | 0:37 |
| 10. | Part I: The soldier, slowly coming back to himself...                        | 2:48 |
| 11. | Part I: Airs by a stream (Reprise): To stretch out on the grass...           | 0:47 |
| 12. | Part I: Hey satan, you bastard...                                            | 5:33 |
| 13. | Part I: Airs by a stream (2nd Reprise)                                       | 0:46 |
| 14. | Part I: Naught to be gained here...                                          | 0:05 |
| 15. | Part II: The soldier’s march (2nd Reprise): Down a hot and dusty track...    | 0:50 |
| 16. | Part II: He doesn't even know himself...                                     | 0:52 |
| 17. | Part II: The soldier’s march (3rd Reprise): Will he take the road to home... | 0:28 |
| 18. | Part II: He doesn't have a home anymore...                                   | 3:56 |
| 19. | Part II: The royal march                                                     | 2:38 |
| 20. | Part II: So, all was arranged...                                             | 0:58 |
| 21. | Part II: Later that night...                                                 | 8:39 |
| 22. | Part II: The little concert: Light floods the eastern sky...                 | 2:59 |
| 23. | Part II: The soldier, with a confident air...                                | 0:46 |
| 24. | Part II: Three dances: Tango (Part 1)                                        | 1:18 |
| 25. | Part II: Three dances: Tango (Part 2)                                        | 1:01 |
| 26. | Part II: Three dances: Waltz & Ragtime                                       | 4:02 |
| 27. | Part II: So, first a tango...                                                | 0:40 |
| 28. | Part II: The devil's dance                                                   | 1:20 |
| 29. | Part II: The devil, confused...                                              | 0:27 |
| 30. | Part II: The little chorale                                                  | 0:42 |
| 31. | Part II: The devil recovers some of his wits...                              | 0:13 |
| 32. | Part II: The devil's song: Alright! You’ll be safe at home...                | 0:39 |
| 33. | Part II: Hm, a fair warning...                                               | 0:13 |
| 34. | Part II: Grand chorale (Part 1)                                              | 0:29 |
| 35. | Part II: Spring, summer, autumn...                                           | 0:16 |
| 36. | Part II: Grand chorale (Part 2)                                              | 0:30 |
| 37. | Part II: Steady now...                                                       | 0:11 |
| 38. | Part II: Grand chorale (Part 3)                                              | 0:27 |
| 39. | Part II: Steady, just smell the flowers...                                   | 0:13 |
| 40. | Part II: Grand chorale (Part 4)                                              | 0:52 |
| 41. | Part II: Now I have everything...                                            | 0:34 |
| 42. | Part II: Grand chorale (Part 5)                                              | 0:55 |
| 43. | Part II: The princess, all excited...                                        | 1:21 |
| 44. | Part II: Grand chorale (Part 6)                                              | 0:26 |
| 45. | Part II: And so, off they go...                                              | 1:13 |
| 46. | Part II: Triumphal march of the devil                                        | 2:24 |